# Museu d'Art de Cerdanyola
El Museu d'Art de Cerdanyola, també conegut com a Can Domènech, és un museu d'art situat al nucli antic de la ciutat de Cerdanyola del Vallès. Es va inaugurar el 10 de setembre de 2009 i forma part de la Xarxa de Museus Locals de la Diputació de Barcelona i de la Ruta Europea del Modernisme. El 23 de març de 2010 va rebre el premi de la ACCA com a millor iniciativa patrimonial del 2009, per la recuperació de l'edifici Can Domènec de l'arquitecte Gaietà Buïgas i Monravà i per destinar-lo a albergar els fons d'una col·lecció d'art centrada en el modernisme.

## Edifici

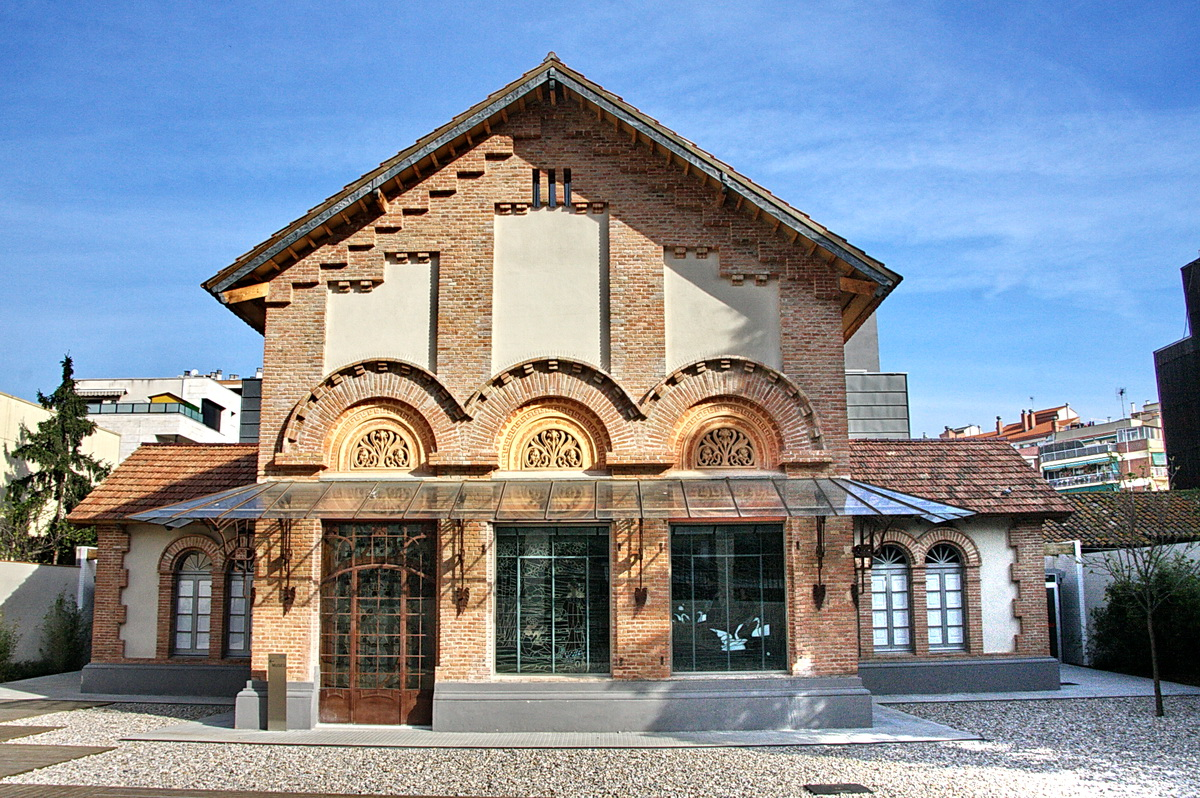
Façana principal de Can Domènech

L'edifici, conegut amb el nom de Can Domènec i anteriorment com a Casa o Torre Evarist López, és obra dels arquitectes Gaietà Buïgas i Eduard Maria Balcells i data del 1894. És un dels edificis més destacats dels modernisme local.
L'edifici consta de planta baixa i un pis, amb cossos annexos d'una sola planta. La coberta és a dues vessants, amb fort pendent. La construcció, de línies sòbries, es va enriquir amb la incorporació del tríptic anomenat de Les Dames de Cerdanyola (conjunt de vidrieres modernistes), dues situades a la façana principal, a migdia, i la tercera a la façana lateral de llevant, amb representació de figures femenines (Les dames del llac, Les dames de la tulipa i Les dames del gronxador), que van ser realitzades amb una tècnica molt acurada i que representen la culminació del modernisme. Són elements decoratius destacables la marquesina de vidre amb suports de ferro d'inspiració vegetal, la reixa i les pilastres de la tanca.
Can Domènec va ser bastida a principis del segle xx. Malgrat no haver-hi informació concreta sobre la data exacta de construcció, l'autor i la finalitat primera de l'edifici, se sap que va pertànyer a la família López, provinent de les Filipines, i per això també s'hi refereix a l'edifici com a Torre Evarist López. El tríptic de vitralls han estat atribuïts per Rodon i Vila-Grau a Ludwig Dietrich von Bearn, vitraller alsacià establert a Barcelona a finals del segle xix.
Es va edificar per ubicar el primer equipament cultural a Cerdanyola, un Teatre-Casino destinat principalment als estiuejants. Aviat es va convertir en un punt de trobada de l'oci i la societat cerdanyolenca.
Anys després, aproximadament entre el 1905 i el 1912, l'edifici es va vendre com a torre d'estiueig a Evarist López, un empresari que havia fet fortuna a les Filipines, pel que van ser necessàries unes reformes realitzades pel també arquitecte Eduard Maria Balcells. Va ser en aquestes reformes quan es van incorporar els vitralls modernistes a la façana sud. En aquesta època l'edifici es coneixia com a "Casa del Xinet".
El 1961 la casa d'estiueig es va transformar en un laboratori químic farmacèutic, propietat de C. Domènec Garcia, on es fabricava el famós lápiz termosán. Durant els anys 90 va passar a propietat municipal. El 1999 es va plantejar enderrocar l'edifici, però una campanya popular va evitar-ho incorporant la finca al Pla Especial del Patrimoni Arquitectònic i Arqueològic de Cerdanyola.
L'any 2003 es va aprovar la remodelació de l'edifici amb un pressupost d'1,6 milions d'euros i, amb l'ajuda del patrocini de particulars i d'entitats com la Generalitat de Catalunya, la Diputació de Barcelona, la Mancomunitat de Municipis de l'Àrea Metropolitana de Barcelona, la Fundació Banc de Sabadell, l'Obra Social Caixa Sabadell i l'Obra Social Caixa Catalunya. Les obres de restauració es van realitzar entre el 2006 i el juliol 2009 sota la direcció de l'arquitecte Víctor Argentí.

## Col·lecció permanent

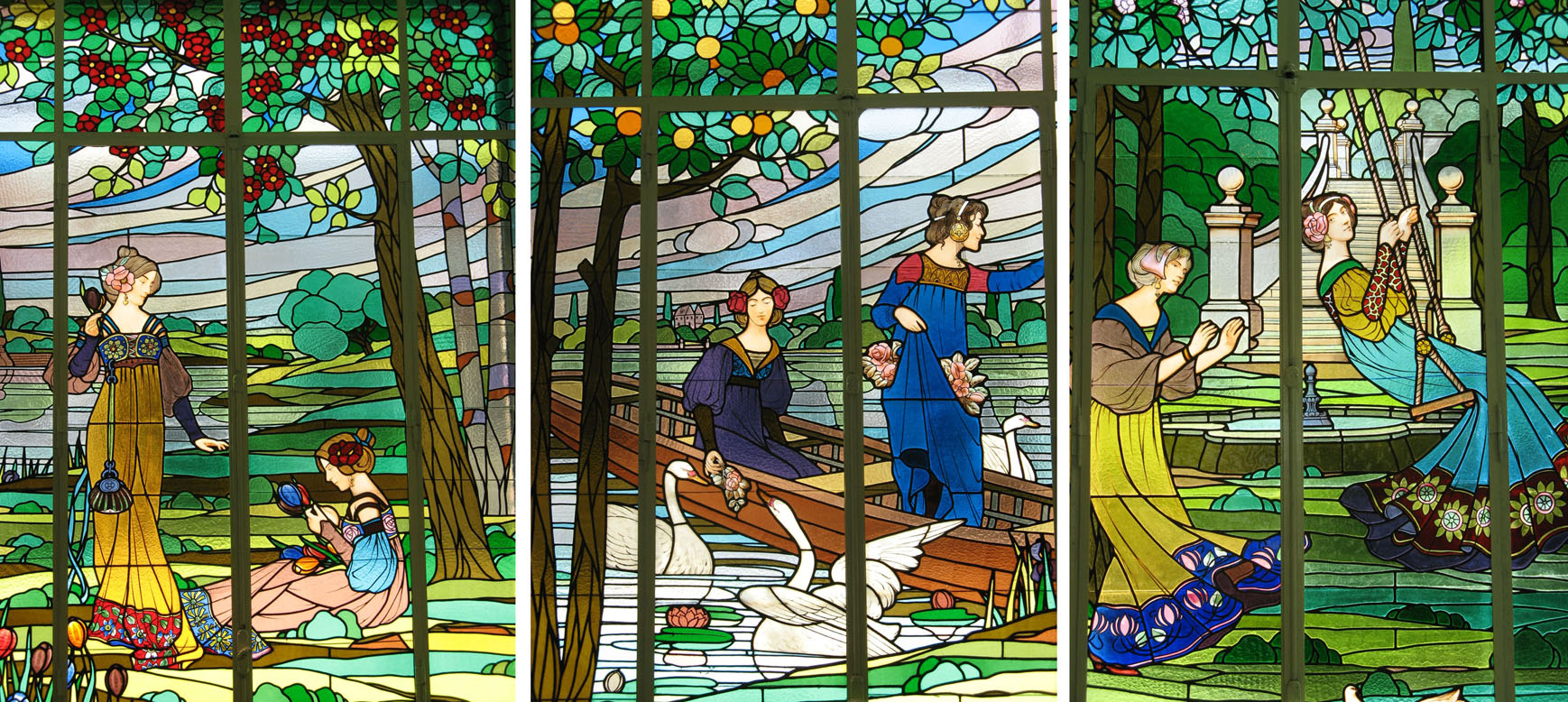
Les dames de Cerdanyola

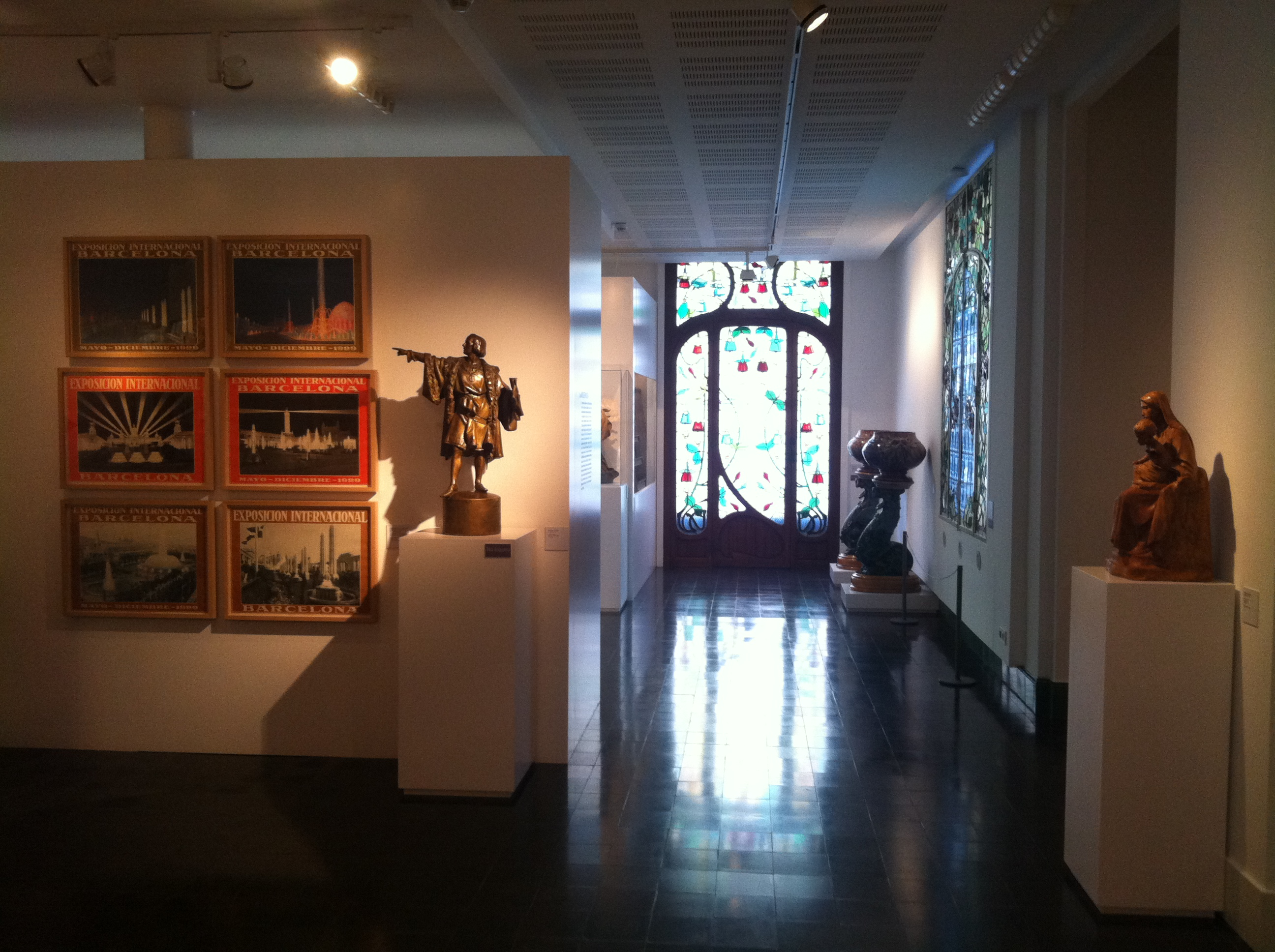
Sales del museu

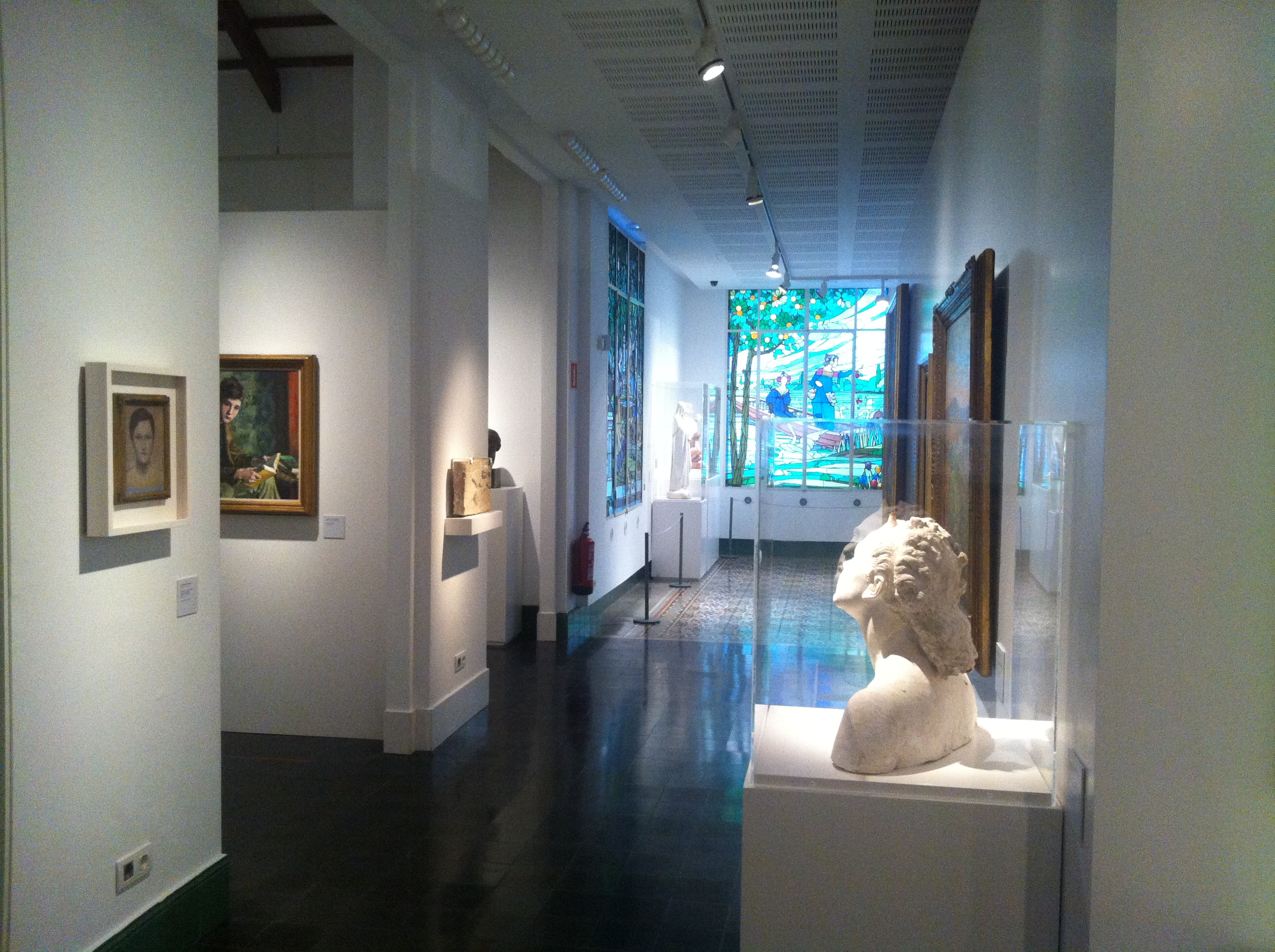
Sales del museu

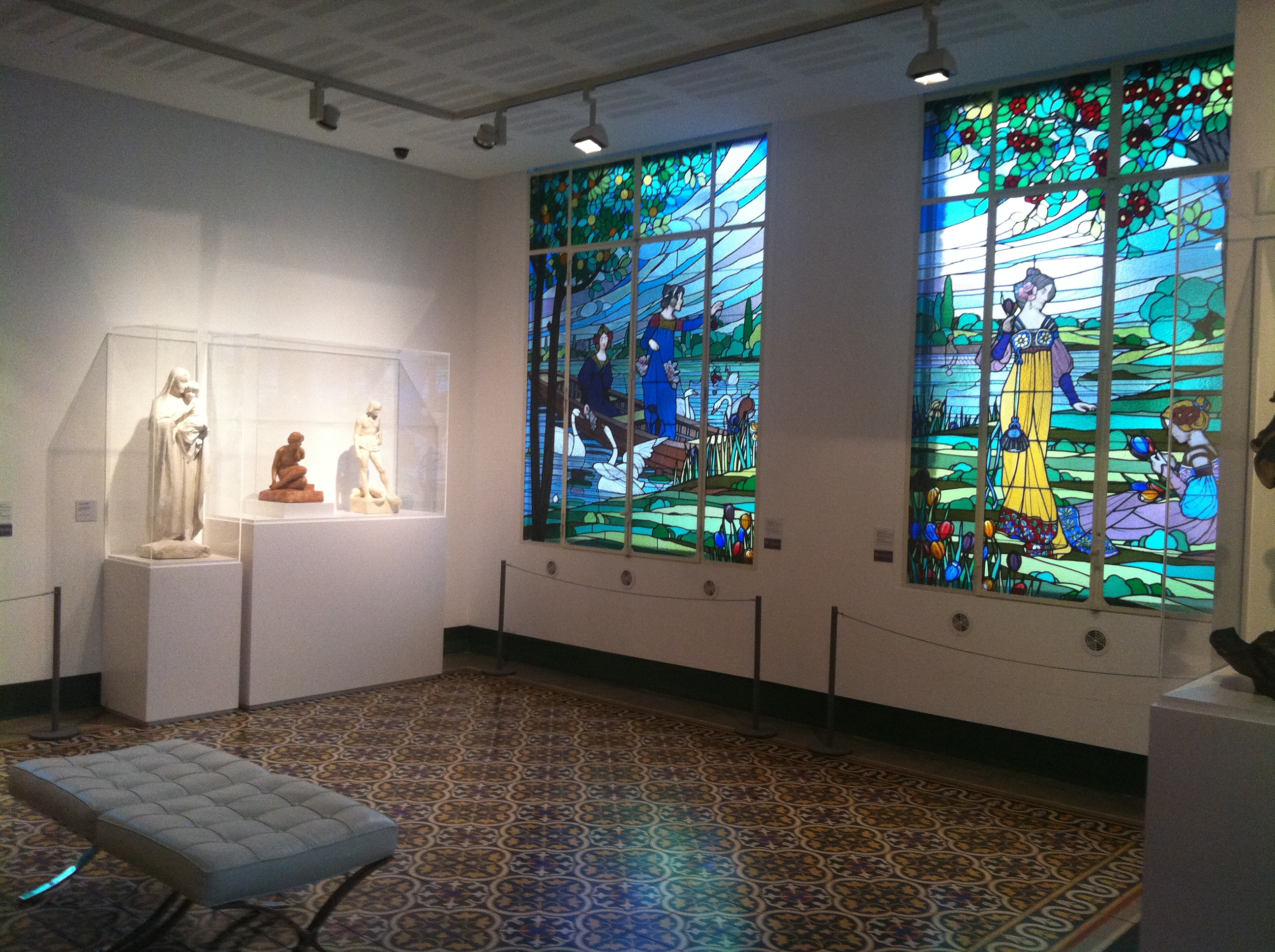
Sales del museu

L'exposició permanent es vertebra en el modernisme i amb la colònia d'artistes de Cerdanyola. Temporalment comprèn el període entre 1880 i 1930, temps en què la vila era lloc d'estiueig de part de la burgesia catalana i especialment barcelonina. La vila es va convertir en un nucli cultural gràcies a la visita d'artistes com Enric Granados, Pau Casals, Ismael Smith, Josep de Togores i Carles Buïgas, entre d'altres.
El fons del museu s'ha format amb el material propietat de l'Ajuntament de Cerdanyola i donacions d'entitats i families com la Galeria Artur Ramon, Enrique García Herraiz i les famílies d'Eduard Maria Balcells, Marian Espinal, Josep de Togores, Francesc Juventeny i del fotògraf Joan Vilatobà.
La col·lecció es divideix en cinc àmbits:
- Família Balcells-Buïgas, amb especial atenció a l'obra de Gaietà Buïgas, Eduard Maria Balcells i Carles Buïgas.
- Ismael Smith Marí: Un personatge atípic i peculiar amb un estil ple de sarcasme i ambigüitat.
- Modernisme: Aprofitant l'espai de l'antic menjador, s'exposa la parella de vitralls originaris de la reforma que va dur a terme Balcells, on destaca el Tríptic de les dames de Cerdanyola, declarades Bé Cultural d'Interès Nacional.[9]

També hi ha obres de Josep Llimona, Lambert Escaler, Marian Burgués, Lluís Bru o Joan Vilatobà, entre d'altres.
- Josep de Togores: Artista Cerdanyolenc, el museu li dedica un espai on es poden veure obres inscrites en el modernisme, el noucentisme, el surrealisme o la pintura catalana de posguerra.
- Colònia Noucentista: Amb obres de Josep Viladomat, Manuel Humbert, Marian Espinal, Joan Commeleran, Alberto i Óscar Lena, Valentí Castanys, Josep Coll, Joan Vila Puig o Francesc Juventeny.

A la planta superior hi ha la Sala Blues, amb una exposició dedicada als Cartells del Festival internacional de Blues de Cerdanyola que se celebra anualment a la vila.

### Obres destacades
- Femme avec raisin (1927) de Josep de Togores.
- Cap de Tití (1927) de Manolo Hugué.
- Sant Jordi (1928) de Josep Llimona.
- Virtut de Josep Llimona.
- Retrat de Manuel de Togores (1918), de Josep de Togores.
- Tríptic de les dames de Cerdanyola.
- Nu del blau de Josep Viladomat i Massanas.

El Museu compta també amb un mòdul multisensorial anomenat La Mirada Tàctil, un espai d'interpretació tàctil adreçat a tothom però especialment adaptat i dissenyat per aquells visitants que presenten alguns tipus de dificultats visuals, ceguesa o mobilitat reduïda.